# Тихонова, Ольга Александровна
Ольга Александровна Тихонова (род. 23 октября 1997 года, Костанай, Казахстан) — казахская шорт-трекистка, участница зимних Олимпийских игр 2022 в Пекине. Мастер спорта международного класса Республики Казахстан. Выступает за Акмолинскую областную школу высшего спортивного мастерства.

## Биография
Ольга Тихонова с самого раннего детства смотрела соревнования вместе с папой по телевизору. Особенно ей нравились биатлон, фигурное катание и хоккей. Юной леди всегда хотелось также выступать по телевизору и получать медали. У неё были коньки для фигурного катания, и зимой по вечерам маленькая девочка выходила на улицу и каталась по гололёду. Иногда со старшей сестрой они ходили в ледовый дворец, чтобы покататься на коньках. Однажды Ольга подошла к работнику ледового дворца и хотела записаться на фигурное катание, но на тот момент занятии не было и она записалась в секцию шорт-трека в возрасте 12 лет.
В 2013 году Ольга попала в состав национальной юниорской команды и в марте 2014 года дебютировала на чемпионате мира среди юниоров в Эрзуруме. В сезоне 2014/2015 участвовала на Кубке мира и вновь на чемпионате мира среди юниоров в Осаке, заняв с командой 6-е место в эстафете. В том же марте дебютировала на взрослом чемпионате мира в Москве, показав результаты в четвёртом десятке. В 2016 и 2017 годах продолжала участвовать на Кубке мира и юниорских чемпионатах мира. В 2017 году стала обладательницей бронзовой медали зимних Азиатских игр в Саппоро в женской эстафете в команде с Ким Йонг А, Анастасией Крестовой, Мадиной Жанбусиновой и Анитой Нагай. Ольга соревновалась на первом этапе, но не принимала участие в финале.
В марте 2019 года на своём втором чемпионате мира в Софии Ольга стала 6-й в составе эстафетной женской команды. Следующие два сезона из-за проблем с пандемией коронавируса, она провела частично на этапах Кубка мира. 5 февраля 2022 года 24-летняя спортсменка приняла участие на зимних Олимпийских игр 2022 в Пекине в смешанной эстафете в команде с Абзалом Ажгалиевым, Денисом Никишой и Яной Хан. По итогам соревнований команда заняла 5-е место. Также принимала участие в соревнованиях на 1000 м и 1500 м, но не смогла пройти в следующие этапы соревнований. В декабре 2022 года на домашнем этапе Кубка мира в Алматы вместе с командой заняла 4-е место в эстафете.
В 2023 году на чемпионате мира в Сеуле Тихонова дважды занимала 10-е место в смешанной и женской эстафетах, а в ноябре того же года в составе сборной участвовала на чемпионате четырех континентов в Лавале и завоевала бронзовую медаль в женской эстафете. В смешанной эстафете заняла 4-е место и в забеге на 1500 метров финишировала 6-й. В марте 2024 года на чемпионате мира в Роттердаме заняла 24-е место на дистанциях 1000 и 1500 метров. В сезоне 2024/2025, 7 декабря, на 3-м этапе Кубка мира в Пекине вместе с Алиной Ажгалиевой, Яной Хан и Маликой Ермек финишировала третьей в женской эстафете после сборных Канады и Южной Кореи.